# Радченко, Елена Викторовна
Елена Викторовна Радченко (укр. Олена Вікторівна Радченко, родилась 21 мая 1973 года в Броварах) — украинская гандболистка, бронзовый призёр летних Олимпийских игр 2004 года. Заслуженный мастер спорта Украины.

## Биография
Известна по выступлениям за украинские клубы «Спартак» (Киев) и «Галичанка» (Львов), македонский клуб «Кометал» и за греческий «Элпид Драма».
В составе сборной Украины — бронзовый призёр Олимпийских игр 2004 года и серебряный призёр чемпионата Европы 2000 года, награждена орденом княгини Ольги III степени.
Проживает в Киеве.